# Le Rêve de l'aborigène
Le Rêve de l'aborigène est un festival de musique traditionnelle dédié aux peuples racines. Il a lieu chaque année à Airvault, dans le département des Deux-Sèvres, en France, depuis 2002.

## Description
Le festival Rêve de l’Aborigène est un événement annuel qui se déroule à Airvault, en France. Organisé par une association locale : Le Rêve de l’Aborigène, il est consacré aux musiques traditionnelles et aux cultures des peuples autochtones. Chaque fin juillet, le didgeridoo, la guimbarde et le chant diphonique y sont à l'honneur. Sur une étendue de verdure de quinze hectares, les peuples premiers sont les sujets d'expositions et d'ateliers. Des artistes, venus du monde entier et des associations humanitaires participent à ce festival,,.
Chaque année, la programmation et l'organisation du festival sont assurées par une équipe de cinquante membres de l'association Le Rêve de l’Aborigène. En juillet, 350 bénévoles contribuent au bon déroulement de l'événement estival. Celui-ci est assuré sans alcool, en solidarité avec les peuples aborigènes victimes de l'alcoolisme.

## Histoire
Le premier festival Rêve de l’Aborigène a lieu en 2002, fin juillet, dans la plaine de Soulièvres, à Airvault, en France. Il est le fruit d'une initiative de l'association locale Le Rêve de l’Aborigène et de l'association parisienne Vent du Rêve. En 2012, il fête sa 10e édition.
La dix-neuvième édition, initialement prévue du 24 au 26 juillet 2020, est annulée en avril par le comité d'organisation du festival, en raison de la pandémie de coronavirus.

## Fréquentation
De 1 500 festivaliers, à ses débuts, en 2002, l'événement a grandi jusqu'à réunir, dans les années 2010, environ 6 000 personnes, chacun des trois jours que dure le festival,,.

## Influence du festival

### Impact économique
Durant toute la période du festival Rêve de l’Aborigène, la population de la commune d'Airvault — environ 3 000 habitants — triple. Les chiffres de fréquentation de l'office de tourisme airvaudais attestent de l'augmentation de l'activité touristique locale, engendrée par la tenue, sur son territoire, de la manifestation musicale.